# Empresario de teatro

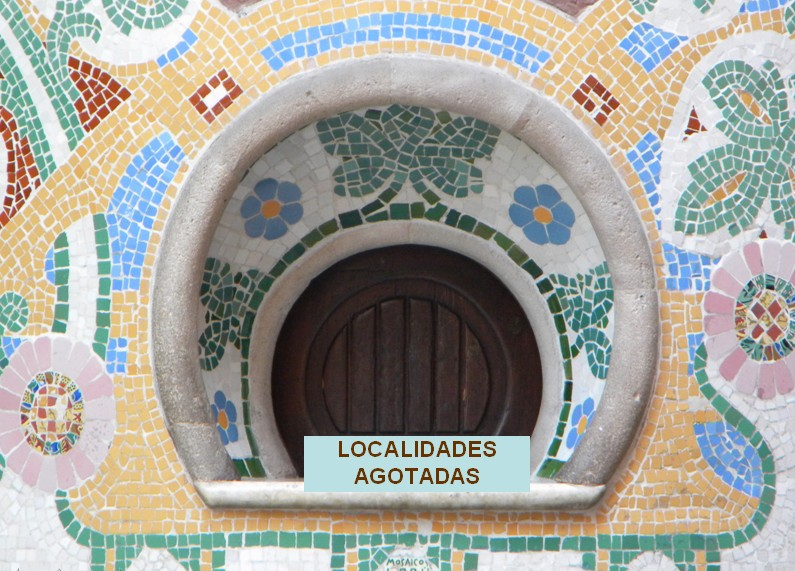
Taquilla del Palacio de la Música Catalana diseñada por Lluis Domènech i Montaner. La imagen del empresario teatral ha ido cambiando con las épocas. El objetivo sigue siendo el mismo: que se agoten las localidades.

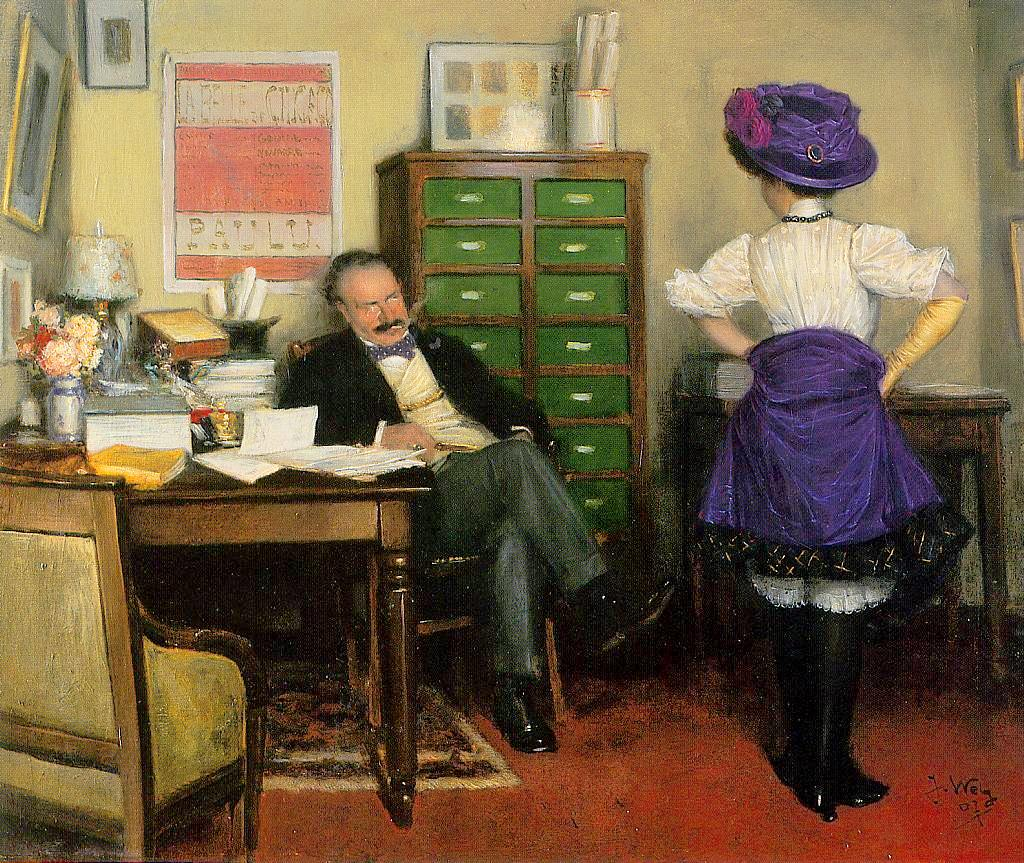
Jacques Wely, La cata (1907). Una alegoría pictórica del empresario y su víctima.

Empresario de teatro o empresario teatral es la persona que asume y coordina los aspectos relativos a la gestión económica y comercial de la producción teatral. Hay que distinguir dos tipos bien diferenciados: el empresario de compañía y el empresario de sala. El primero suele formar parte del colectivo teatral para el que desarrolla las gestiones de empresa (explotar y administrar un espectáculo), y a lo largo de la historia, desde el siglo xvii, se ha identificado con el director y en ocasiones creador literario de la compañía teatral. El empresario de sala, explotador del local donde se realizan las representaciones, sin embargo, puede ser ajeno a la farándula cómica; tuvo un especial desarrollo en Europa y América a lo largo del siglo xix.

## Historia
Puede llegar a aceptarse que el autor-empresario está de algún modo definido por el «capocómico» de la Commedia dell'Arte, o con la figura del autor, auténtico rabadán del rebaño compuesto por los cómico de la legua.
En el siglo de Oro español, la gestión teatral en las grandes ciudades del sur de Europa se repartía entre el autor-empresario, equivalente al empresario de compañía, y las cofradías, corporaciones institucionales como empresarios de sala. Mencionado en todos los tratados de época y en estudios posteriores siempre con el término de autor, aquel empresario del siglo xvii sería una de las piezas claves de la evolución del fenómeno dramático (o «dramaturgie», término de origen griego puesto de moda en la Alemania del siglo xx).

## Uso lingüístico
En el ámbito teatral, coexisten dos denominaciones para referirse a la persona encargada de organizar y financiar un espectáculo: la tradicional de empresario teatral y la más reciente de productor teatral. Esta última procede del ámbito anglosajón del show business.

## Empresarios teatrales históricos
Desde los «capocomicos» y «autores» del siglo de Oro, pasando por los grandes empresarios del siglo xix y primera mitad del xx, puede reunirse la siguiente galería universal representativa:

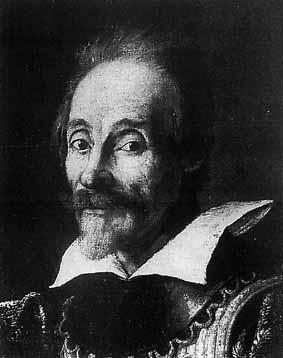
Francesco Andreini (1548-1624)
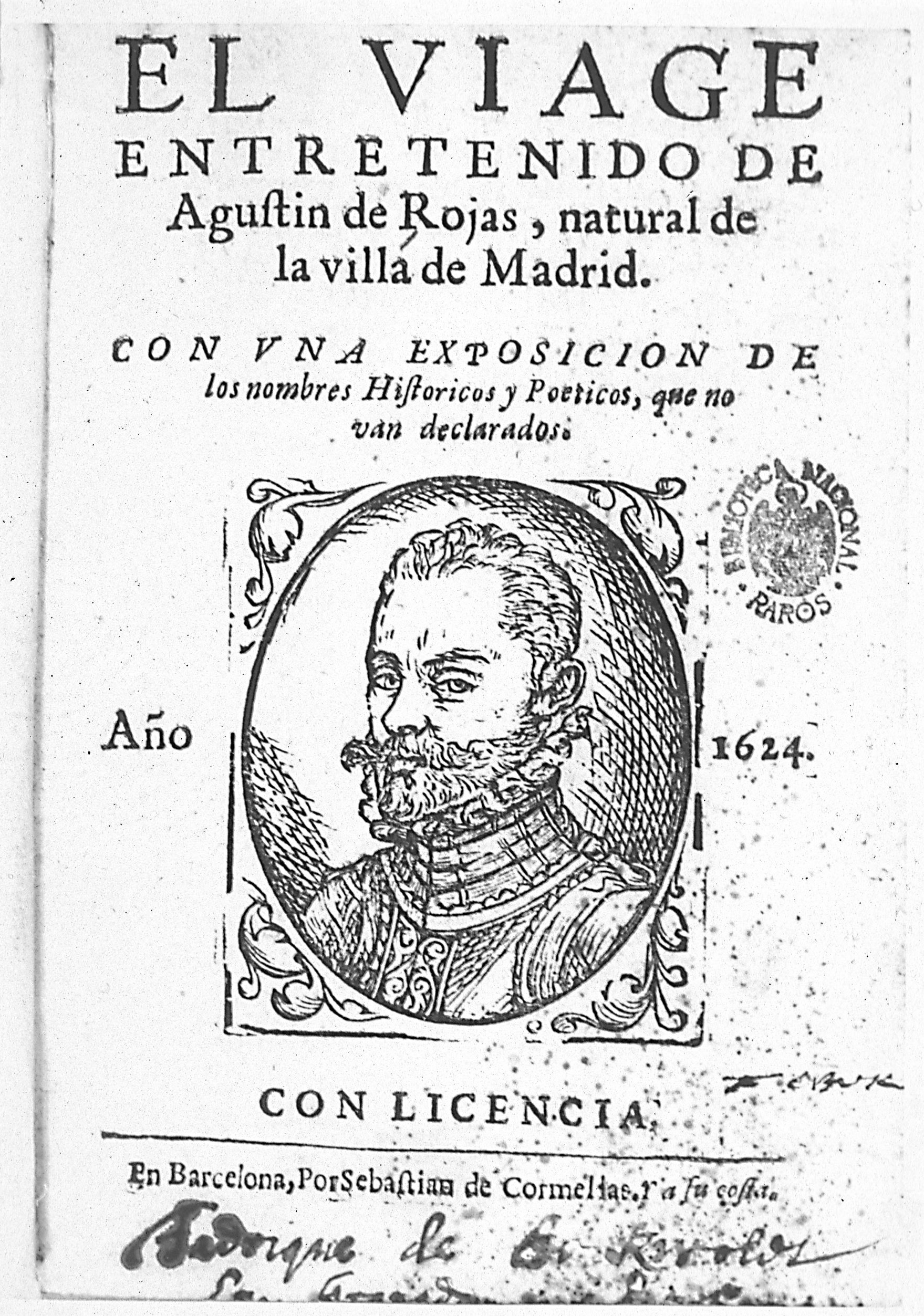
Agustín de Rojas (1572-1635)
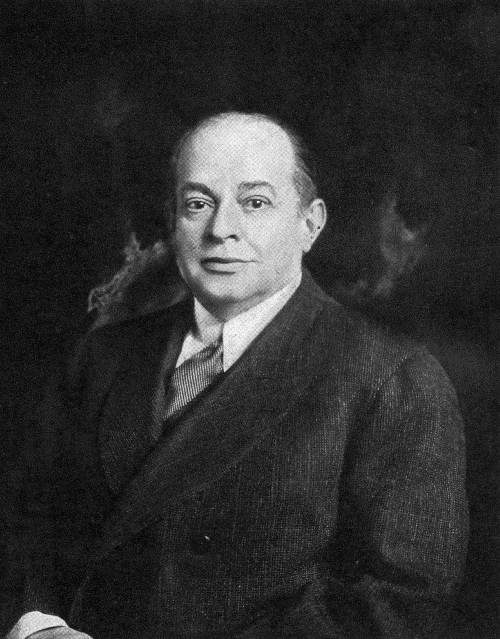
Charles Frohman (1856-1915)
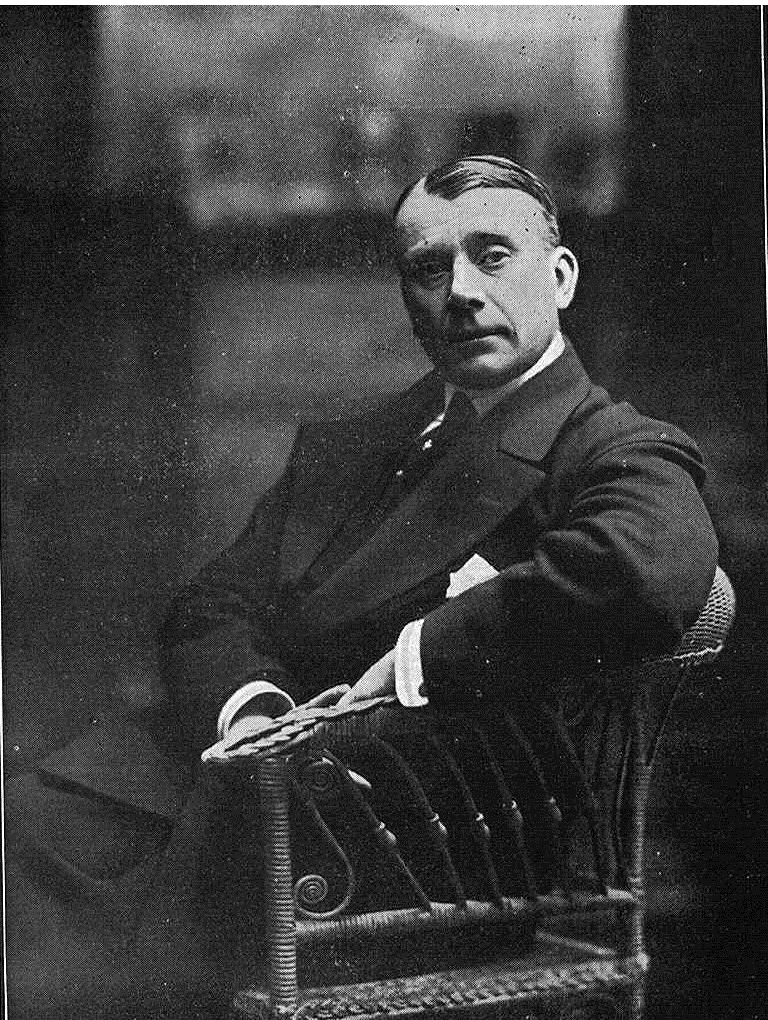
Fernando Díaz de Mendoza y Aguado 1911.jpg (1862-1930)
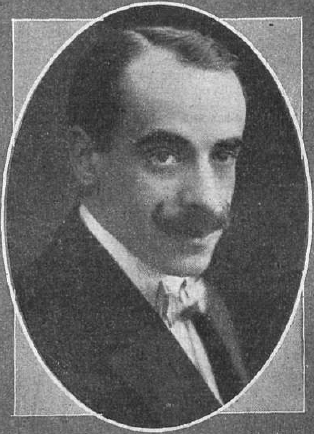
Gregorio Martínez Sierra (1881-1947)
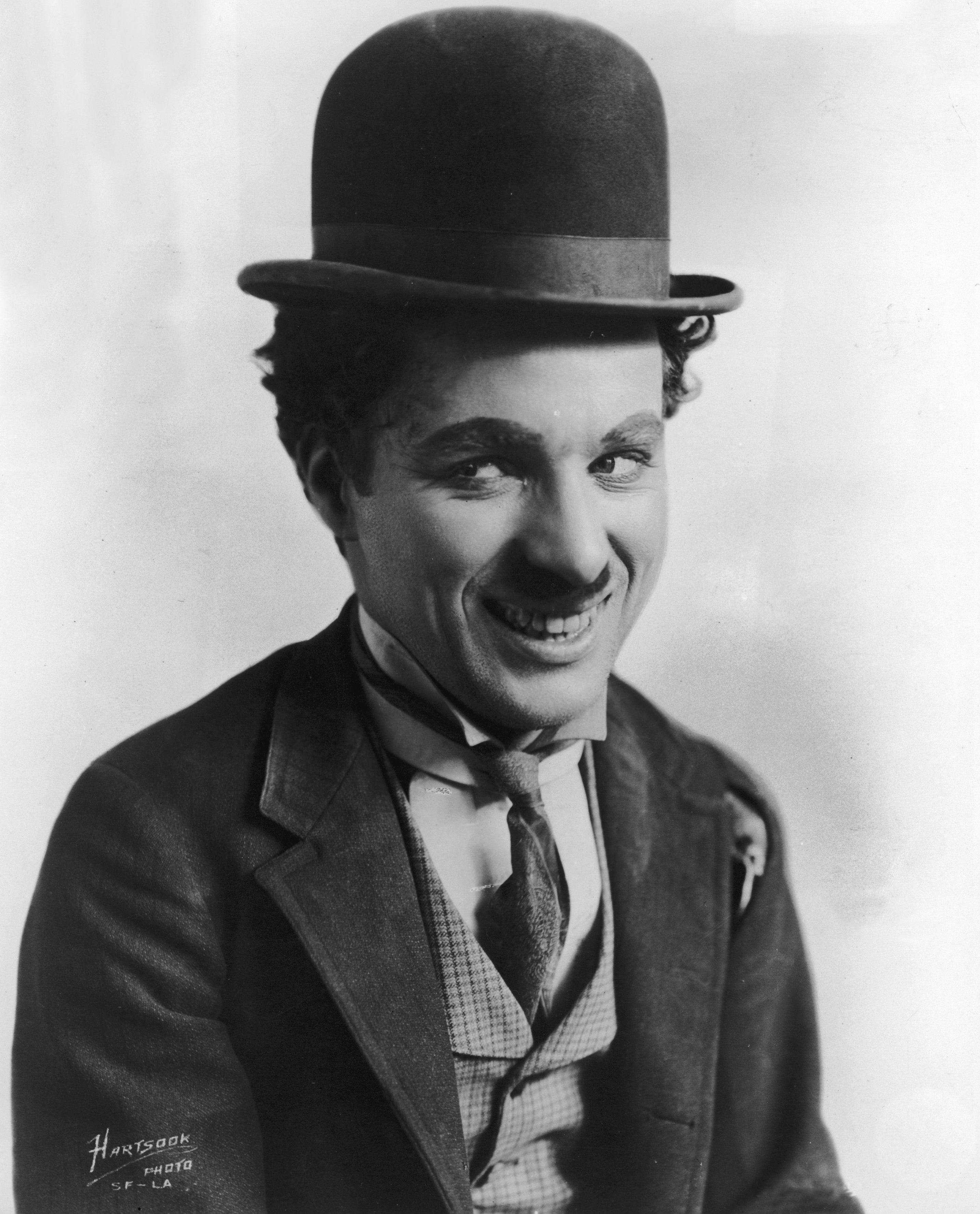
Charles Chaplin (1889-1977)
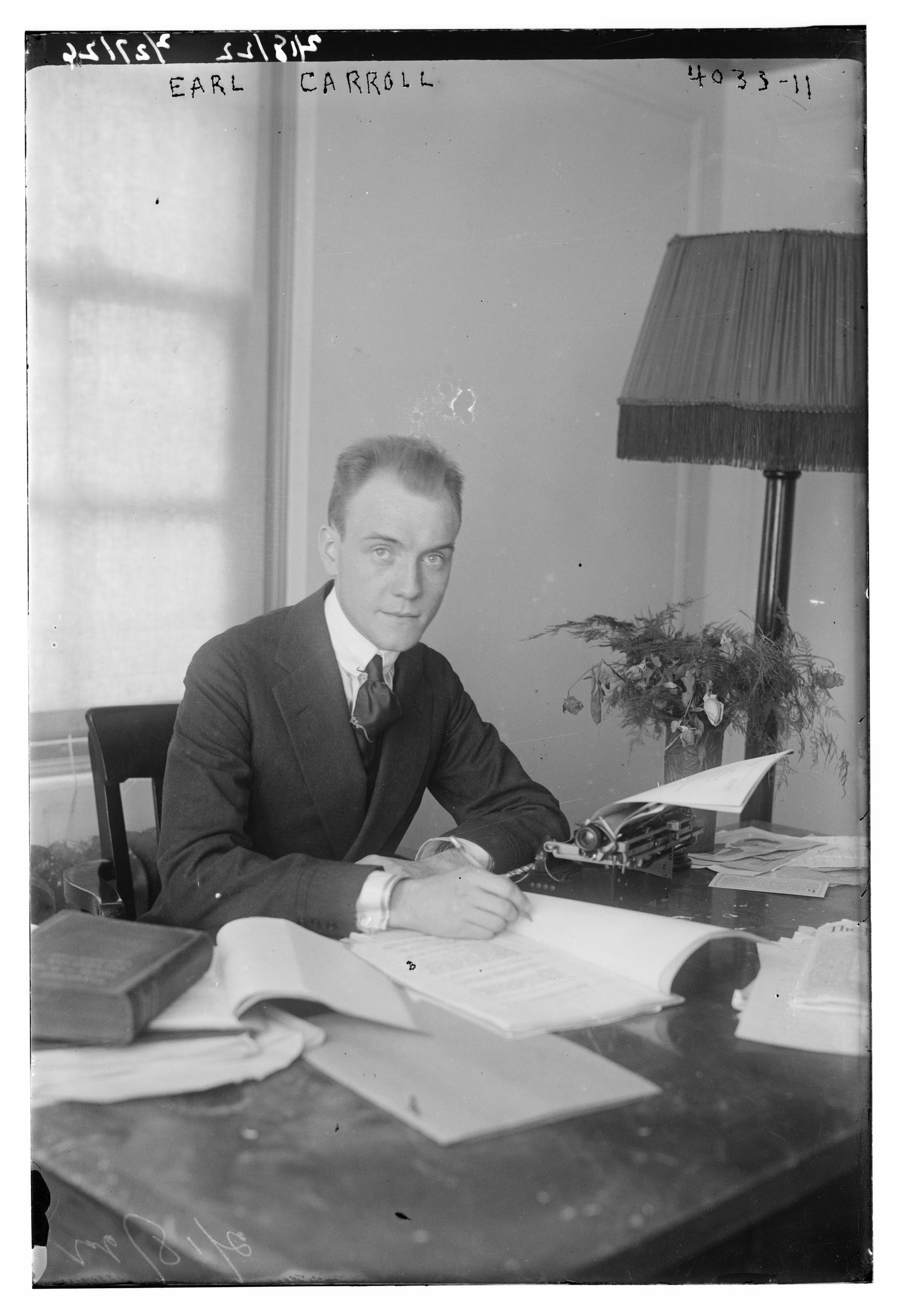
Earl Carroll (1893-1948)
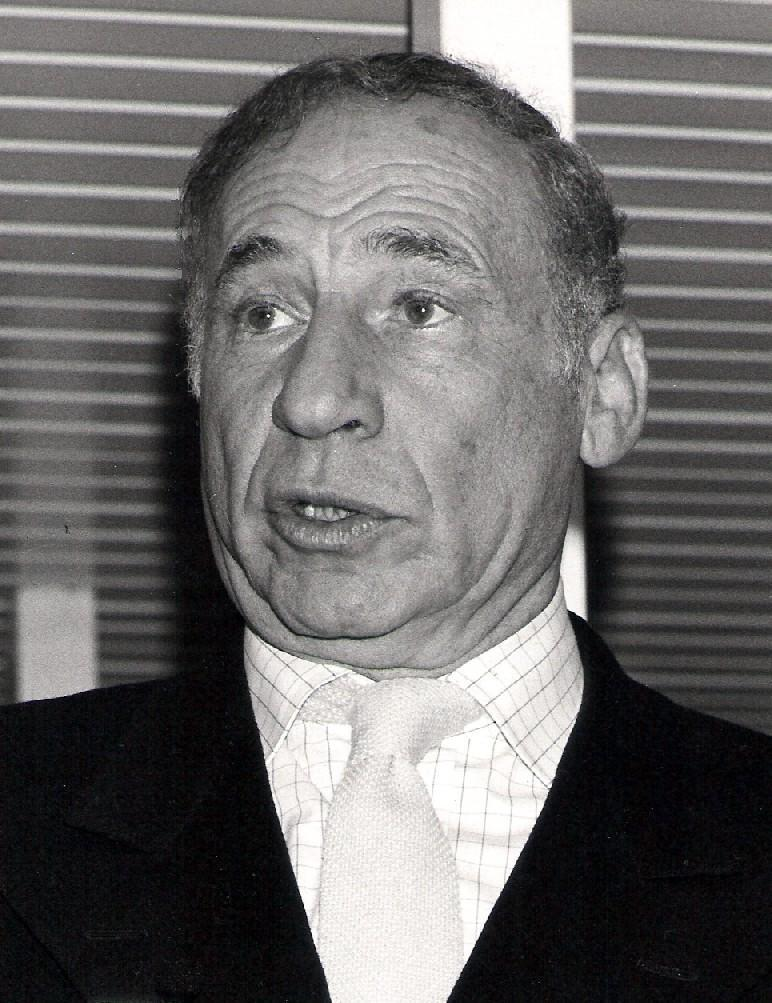
Mel Brooks (1926-